# Astragalus regestus
Astragalus regestus är en ärtväxtart som beskrevs av Maassoumi. Astragalus regestus ingår i släktet vedlar, och familjen ärtväxter. Inga underarter finns listade i Catalogue of Life.